# Premetro w Charleroi
Premetro w Charleroi – zmodernizowana monocentryczna sieć tramwajowa (tor 1000 mm) obsługująca miasto Charleroi i niektóre miejscowości sąsiadujące. Koncepcja budowy premetra powstała w latach 60. zakładała konwersję sieci tramwajów klasycznych poruszających się po ulicach w ruchu mieszanym w sieci szybkiego tramwaju poruszające się po torowiskach wydzielonych, wiaduktach i w tunelach (tunele tylko tam gdzie pierwsze dwa rozwiązania nie mogły być zastosowane).

## Historia

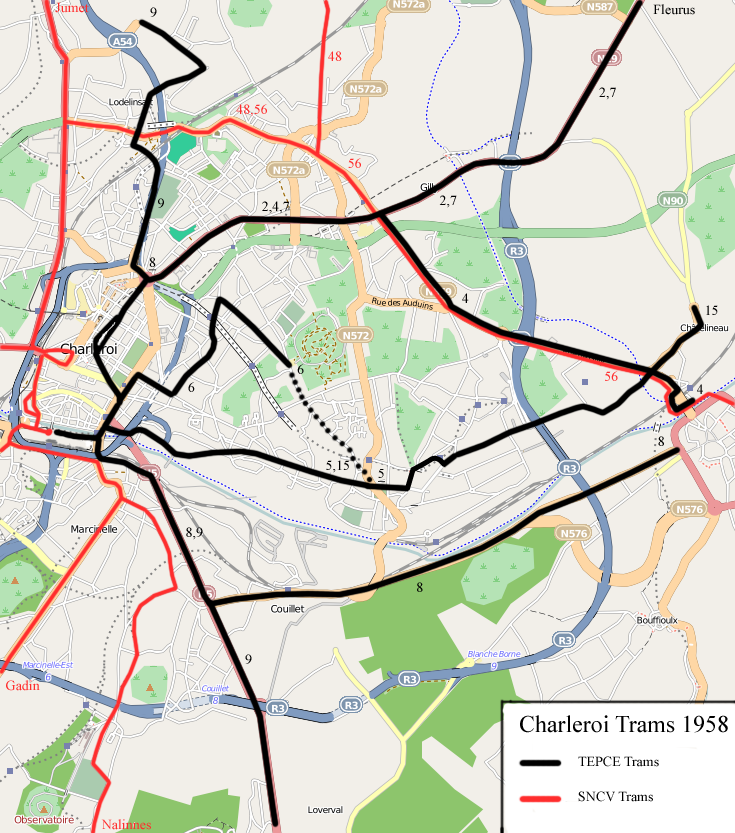
Tramwaje w Charleroi w latach 50.

Jak większość miast zachodniej Europy, Charleroi przed II wojną światową posiadało rozbudowaną sieć tras miejskich. Oprócz tego sieć ta była połączona z trasami podmiejskimi (co było już specyfiką belgijską), przez co możliwe było dotarcie przy użyciu samych tramwajów do innych nawet oddalonych miast (do Brukseli, a nawet na wybrzeże).
Po II wojnie światowej wobec rozwoju motoryzacji w całej Belgii sieć podmiejska była likwidowana. Aby utrzymać w Charleroi komunikację szynową, podjęto decyzję o konwersji niektórych tras klasycznego tramwaju do standardu premetra, przy jednoczesnej likwidacji pozostałych. Sieć miała składać się z okrężnej trasy w centrum miasta oraz ośmiu odchodzących promieniście tras podmiejskich. W miejscowościach gdzie miały kończyć się trasy dopuszczano użycie starych torowisk, używanych wcześniej w sieci belgijskich tramwajów międzymiastowych (w większości zlikwidowanych do końca lat 70). Na tych odcinkach zakładano możliwość poruszania się tramwajów w ruchu mieszanym wobec znacznie mniejszego ruchu kołowego niż w centrum Charleroi.
Konstrukcja rozpoczęta w latach 70, mimo że nie zrealizowana do końca, sprawiła, iż Charleroi w przeciwieństwie do Brukseli zachowało sieć tramwajów podmiejskich (mimo mniejszych potoków pasażerskich).
Sieć tramwajowa w samym centrum Charleroi została zredukowana, ale stała się bezkolizyjna.
Daty uruchomienia tras
- 24 maja 1983: Sud – Beaux-Arts – Dampremy; Morgnies – Paradis
- 28 sierpnia 1992: Beaux Arts – Gilly; Providence – Moulin; Fontaine
- 30 sierpnia 1996: Waterloo – Parc
- 7 lutego 2012: Sud – Parc and Gilly – Soleilmont
- 22 czerwca 2013: Piges – Gosselies[3]

## Trasy
Trasa do Anderlues (linie , )

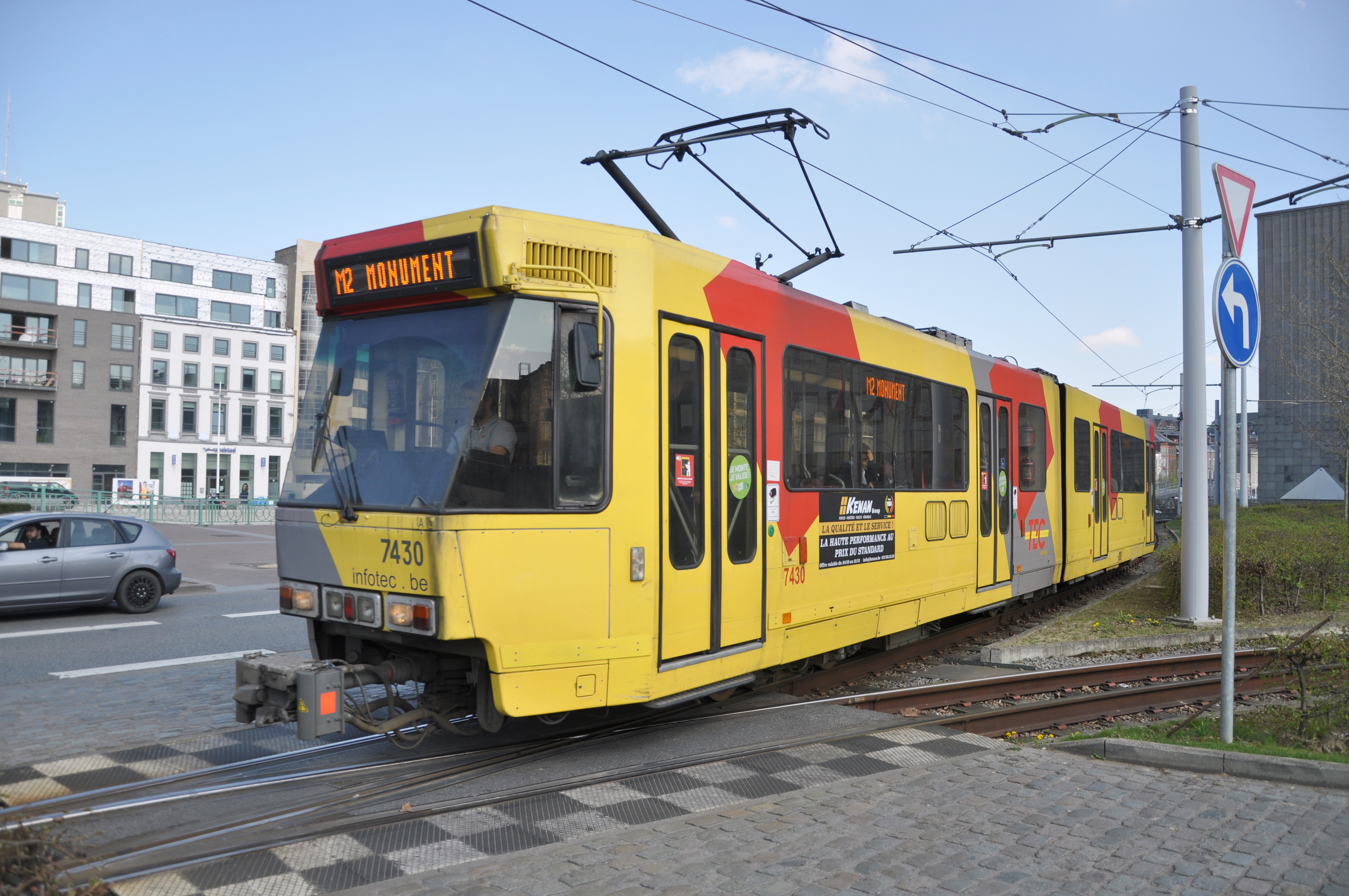
Tramwaj należący do sieci premetra w Charleroi pomalowany w barwy TEC Charleroi

- Linia odchodzi na zachód od trasy okrężej między stacjami Beaux-Arts i Ouest
- Za stacją Piges od trasy oddziela się linia do Gosselies.
- Następnie trasa biegnie w tunelu, a następnie na wiadukcie przez tereny poprzemysłowe
- Za stacją Petria trasa biegnie już trasą dawnego tramwaju międzymiastowego (torowisko kolizyjne, ale wydzielone)
- Po przejeździe pod drogą szybkiego ruchu N59 tramwaj odbija z drogi Charleroi-Mons na południe (alternatywne torowisko wzdłuż głównej drogi cały czas istnieje).
- Nieopodal stacji Jonction mieści się zajezdnia tramwajowa oraz widać dawny rozjazd z torami biegnącymi na zachód (kończą się po kilku metrach)
- Odcinek przez Anderlues poprowadzony jest jednym torem w osi jezdni (tor nie jest umiejscowiony pośrodku, ale po północnej stronie). Mimo to po drodze odbywa się ruch dwukierunkowy
- Na samym końcu linia wraca na drogę Charleroi-Mons, Końcem linii jest stacja Monument w Anderlues.
- Za ostatnią stacją trasa skręca na południe gdzie tramwaj zmienia kierunek. Dalsze torowisko tramwaju do Binche i La Louviere zostało rozebrane.

Trasa do Soleilmont (linia )
- Odchodzi od na wschód linii okrężnej między stacjami Waterloo i Janson

Trasa do Gosselies (linia )
- Odchodzi od trasy do Anderlues za stacją Piges
- Za stacją Rue Berteau znajduje się zajezdnia (przed uruchomieniem trasy w roku 2013 po torowisku były wykonywane wyłącznie przejazdy do zajezdni)
- W mieście Gosselies tramwaje wykorzystują torowiska na równoległych ulicach przy przejazdach w różne strony.

Trasa do Chatelet (linia nie używana w ruchu liniowym )
- Odchodzi na wschód od linii okrężnej między stacjami Waterloo i Janson
- Do stacji Centenaire jest wyposażona w całości, stacje są zamknięte i zdewastowane[4]
- Od stacji Centenaire do Corbeau zbudowane są obiekty inżynieryjne, ale nie jest zamontowane torowisko
- Za tą stacją trasa nie została zbudowana
- Uruchomienie linii ma nastąpić do odbudowie i budowie (2021-2026)[5]